# Prevención del genocidio

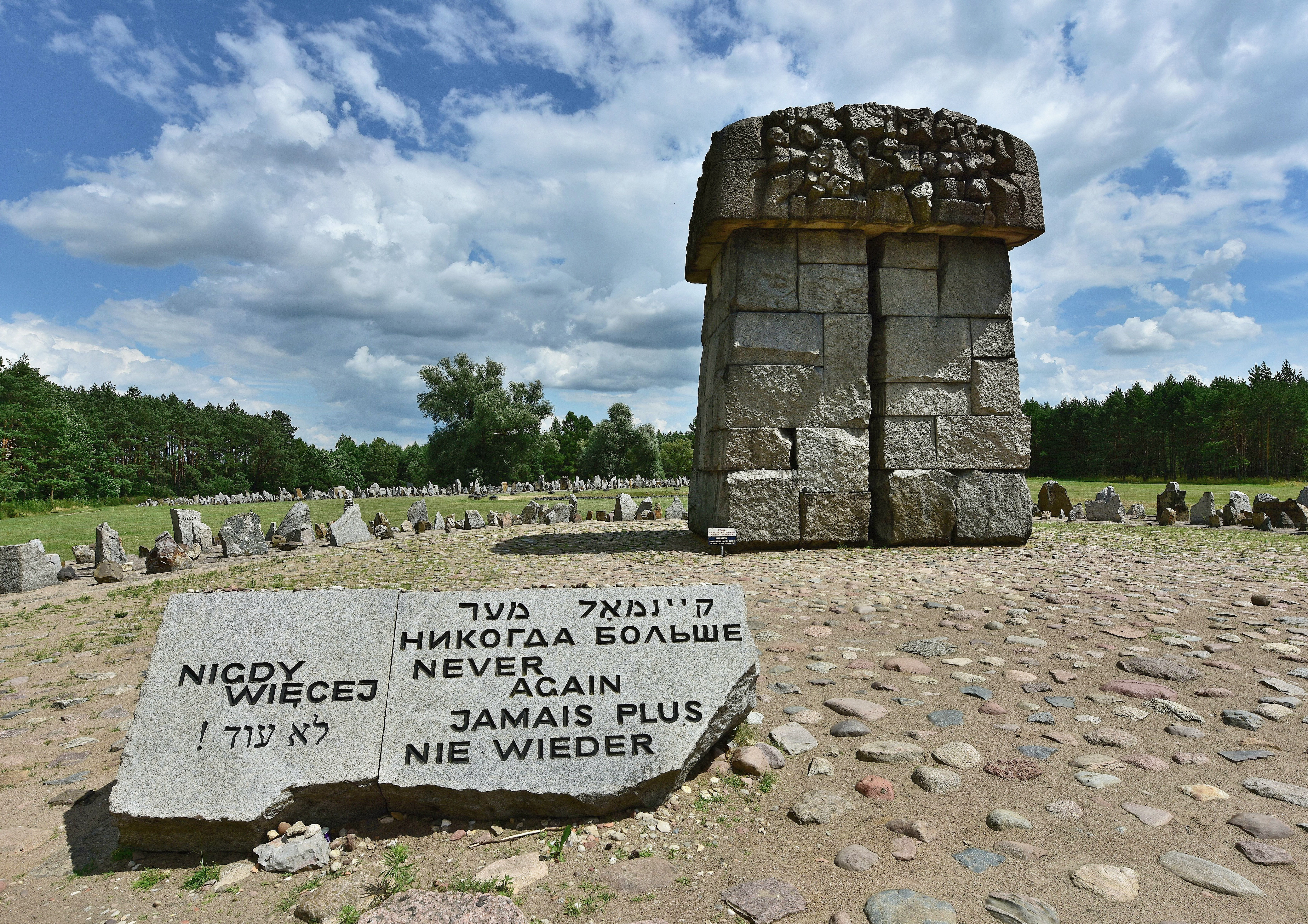
Memorial multilingüe «Nunca más» en el campo de exterminio de Treblinka

La prevención del genocidio es cualquier acción encaminada a evitar futuros genocidios. Los genocidios requieren mucha planificación, recursos y partes involucradas para llevarse a cabo; no ocurren instantáneamente.  Los académicos en el campo de los estudios sobre el genocidio han identificado un conjunto de factores de riesgo ampliamente aceptados que hacen que un país o grupo social corra mayor riesgo de llevar a cabo un genocidio, que incluye una amplia gama de factores políticos y culturales que crean un contexto en el que el genocidio es más probable, como agitación política o cambio de régimen, así como fenómenos psicológicos que pueden manipularse y aprovecharse en grandes grupos de personas, como la conformidad y la disonancia cognitiva. La prevención del genocidio depende en gran medida del conocimiento y la vigilancia de estos factores de riesgo, así como de la identificación de señales tempranas de alerta de que el genocidio comienza a ocurrir.
Uno de los principales objetivos de las Naciones Unidas con la aprobación de la Convención para la Prevención y la Sanción del Delito de Genocidio después de la Segunda Guerra Mundial y las atrocidades del Holocausto es evitar que se produzcan futuros genocidios.  La Convención sobre el Genocidio y la responsabilidad de proteger proporcionan la base para la responsabilidad de cada estado miembro de la ONU de prevenir activamente el genocidio y actuar para detenerlo en otros estados cuando ocurra. Sin embargo, las Naciones Unidas han sido duramente criticadas por su incapacidad para prevenir el genocidio, especialmente en la segunda mitad del siglo XX. 
La intervención en un genocidio puede ocurrir en muchas etapas diferentes de la progresión de un genocidio, pero la etapa más ideal para intervenir es antes de que ocurra el genocidio, en la forma de prevención conocida como prevención previa. Prevenir el genocidio de esta manera requiere una evaluación constante y exhaustiva del riesgo de genocidio en todo el mundo en un momento dado, teniendo en cuenta los factores de riesgo conocidos, las señales de alerta temprana y el conocimiento de cómo progresa un genocidio.

## La base psicológica del genocidio
El genocidio no es algo en lo que sólo participan asesinos sádicos y entrenados, sino algo que la gente corriente puede realizar con el "entrenamiento" adecuado a través de la reestructuración cognitiva y el condicionamiento social.   El acto de matar con fines genocidas no es una categoría distinta del comportamiento humano. En cambio, el asesinato genocida demuestra el potencial de los procesos psicológicos y sociales ordinarios para ser manipulados hasta que desemboquen en violencia, bajo ciertas condiciones.  Por lo tanto, uno de los mayores enigmas al estudiar la ocurrencia y la prevención del genocidio es comprender qué hace que esos procesos cognitivos "normales", tanto a nivel individual como colectivo, sean vulnerables a la manipulación por parte de personas externas, y qué condiciones sociales y políticas proporcionan un caldo de cultivo para que esa manipulación se torne violenta.
A nivel individual, el concepto psicológico de disonancia cognitiva juega un papel importante en la transformación de una persona de ciudadano pacífico a asesino genocida violento.  Aún más específicamente, Alexander Hinton, en su estudio de 1996 sobre los factores psicosociales que contribuyeron al genocidio camboyano, acuñó el término "disonancia psicosocial" para añadir a este conocido concepto psicológico otros conceptos antropológicos como modelos culturales y nociones de ser.  Estas formas de disonancia, tanto cognitiva como psicosocial, surgen cuando una persona se enfrenta a expectativas de comportamiento que entran en conflicto con su propia identidad o concepto de sí mismo y, posteriormente, trabaja inconscientemente para resolver esas inconsistencias.  Hinton afirma que hay una serie de "movimientos" cognitivos que deben ocurrir para que una persona reduzca la disonancia psicosocial que se siente al inicio del genocidio, y estos movimientos transforman lentamente a las personas en su "yo genocida".  Estos movimientos cognitivos incluyen la deshumanización de las víctimas, el empleo de eufemismos para enmascarar actos violentos, la reestructuración moral, la aclimatación al acto de matar y/o la negación de responsabilidad por acciones violentas.  El primer paso, la deshumanización, es uno de los más importantes, ya que ha sido fundamental en todos los genocidios. En el Holocausto, el genocidio de Camboya y el genocidio de Ruanda, como ejemplos particularmente notables, las víctimas fueron etiquetadas como alimañas, cucarachas, ratas o serpientes, para separarlas por completo de la categoría de humanos en este proceso de deshumanización.  Cuando se quita la etiqueta de "persona" a grupos enteros de individuos, actuar violentamente hacia ellos, incluso asesinarlos, se vuelve mucho más fácil para la persona promedio.

### Factores psicológicos sociales
Además de los "movimientos" cognitivos a nivel individual, también hay muchos factores psicológicos sociales que influyen en la transformación de un grupo "ordinario" en asesinos. En primer lugar, el concepto de cognición social explica las formas en que las personas piensan sobre sí mismas y sobre quienes las rodean. La cognición social de las personas se divide en pensar en los demás como pertenecientes a grupos internos y externos, que se definen por la identidad colectiva y los vínculos sociales.   Todo el mundo tiene un sesgo hacia su propio grupo llamado sesgoSesgo endogrupal, pero este sesgo sólo tiene consecuencias negativas cuando las personas simultáneamente tienen opiniones extremadamente positivas de sí mismas y de su endogrupo y opiniones extremadamente negativas de los exogrupos.  Las personas generalmente también son socializadas para evitar conflictos y agresiones con otros miembros de su propio grupo, por lo que una forma de superar esa barrera a la violencia es redefinir quién pertenece a cada grupo de modo que las víctimas del genocidio queden excluidas del grupo y ya no están protegidos por este sesgo intragrupal. 
La influencia social y las relaciones sociales también constituyen factores vulnerables a la manipulación. Muchas culturas fomentan activamente la conformidad, el cumplimiento y la obediencia en las relaciones sociales y pueden tener severas "penas" sociales para aquellos que no se adhieren a las normas, de modo que los miembros del grupo pueden sentir una intensa presión para involucrarse en la violencia si otros miembros también lo hacen. en eso.  Esta tendencia de las personas a conformarse puede manipularse para inducir un "comportamiento irreflexivo" en grandes grupos de personas a la vez.  Las investigaciones también muestran que esta presión para conformarse, también conocida como "efecto conformidad", aumenta cuando hay una figura de autoridad presente en el grupo,  y cuando ciertos contextos sociales e institucionales aumentan la tendencia de las personas a conformarse, como la pérdida de estabilidad, ya que las personas tienden a adaptarse a lo que se espera de ellas cuando la estabilidad desaparece.  Otras tendencias de las relaciones sociales humanas pueden igualmente empujar a las personas hacia la violencia, como el prejuicio, el altruismo y la agresión. Es particularmente relevante comprender el vínculo entre prejuicio y violencia, ya que el prejuicio es a menudo uno de los primeros puntos de partida en la formación del comportamiento genocida. La teoría del chivo expiatorio (o la práctica de convertirlo en chivo expiatorio) ayuda a explicar la relación, ya que postula que las personas tienen una tendencia a arremeter contra grupos externos cuando se sienten frustradas, por ejemplo en tiempos de crisis política o económica. 

## Factores de riesgo de genocidio
Hay una variedad de factores políticos y culturales que hacen que los estados corran mayor riesgo de avanzar por un camino de violencia masiva, y la comprensión y el reconocimiento de la existencia de esos factores pueden ser cruciales en los esfuerzos de prevención del genocidio. Si bien los estudios en esta área encuentran diversos grados de riesgo para cada factor en particular, existe un consenso generalizado sobre qué tipos de entornos presentan el mayor riesgo de que ocurra un genocidio. Primero, ciertos factores situacionales como las crisis desestabilizadoras y la agitación política hacen que los países sean más vulnerables al genocidio.   Las formas de agitación política incluyen guerras civiles, asesinatos, revoluciones, golpes de Estado, derrotas en guerras internacionales, rebeliones anticoloniales o cualquier tipo de agitación que resulte en un cambio de régimen no convencional o en la llegada al poder de élites con ideologías extremistas.   Casi todos los genocidios del último medio siglo han ocurrido durante o inmediatamente después de uno de estos tipos de agitación política.  
La agitación política es particularmente peligrosa cuando un líder represivo logra llegar al poder. Los líderes autoritarios pueden impulsar a sociedades enteras hacia "culturas monolíticas" con riesgo de genocidio al incentivar una fuerte obediencia al Estado, una falta de tolerancia a la diversidad y crear un entorno que facilite el pensamiento grupal y la conformidad.  Los líderes autoritarios más peligrosos a menudo tienen puntos de vista extremistas sobre una nueva sociedad "purificada" de grupos de personas no deseados o amenazantes,  y promueven estas ideologías como morales y para el "bien mayor" de la nación, ya que clasifican ciertas amenazas. grupos como barreras al éxito nacional.   Muchos de estos líderes en genocidios pasados, como Adolf Hitler, Pol Pot y Slobodan Milošević, también han compartido características personales similares, como individuos carismáticos, seguros de sí mismos, inteligentes y con un feroz deseo de poder. 

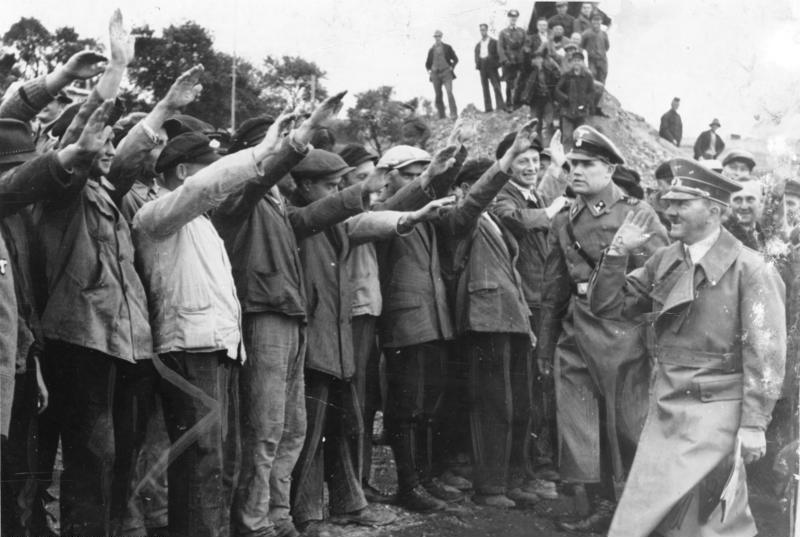
Adolf Hitler es saludado por las tropas alemanas en una manifestación entusiasta.

Además de los factores políticos situacionales como la agitación, los líderes autoritarios y las estructuras gubernamentales inestables, ciertos factores culturales también contribuyen a la probabilidad de que un Estado cometa genocidio. Las culturas que promueven el uso de la agresión como una habilidad normativa para la resolución de problemas y las culturas que glorifican la violencia a través de desfiles militares, por ejemplo, tienen un mayor riesgo de perpetrar violencia masiva.  De manera similar, las sociedades con una fuerte historia de ideologías de supremacía, incluida la normalización a largo plazo de los prejuicios hacia los forasteros, la falta de aceptación de la diversidad cultural y la exclusión de ciertos grupos de la sociedad, también corren un mayor riesgo.   Específicamente, el modelo de Barbara Harff de 2003 sobre los antecedentes del genocidio encontró que los países con una ideología de élite, en los que la élite gobernante tiene una visión excluyente de la sociedad, tienen dos veces y media más probabilidades de cometer genocidio después de un fracaso estatal. y el genocidio también es dos veces más probable en estados donde la elite política constituye una minoría étnica.  Muchas versiones de este tipo de ideologías extremas están presentes en ejemplos históricos de genocidio, incluidos los esfuerzos de "purificación" de los Jemeres Rojos en Camboya y la búsqueda de la Alemania nazi de una raza exclusivamente aria en su nación. 
Además, el potencial de violencia genocida aumenta cuando ocurren simultáneamente múltiples formas de crisis, agitación o desestabilización, o cuando los efectos de crisis pasadas siguen sin resolverse. 

## Las primeras señales de alerta de genocidio
Gregory Stanton, presidente fundador de Genocide Watch, formuló una conocida lista de diez (originalmente ocho) etapas del genocidio en 1996. Estas etapas no necesariamente ocurren de manera lineal o exclusivamente una a la vez, pero proporcionan un modelo guía para analizar los procesos que conducen al genocidio y que pueden reconocerse como señales de advertencia y actuar en consecuencia, ya que cada etapa presenta una oportunidad para ciertas medidas de prevención.  Las diez etapas de Stanton incluyen: clasificación, simbolización, discriminación, deshumanización, organización, polarización, preparación, persecución, exterminio y negación.  Las primeras de estas etapas ocurren al principio del proceso de incitación al genocidio y, por lo tanto, ofrecen la mayor oportunidad para adoptar medidas preventivas antes de que el genocidio ya esté en plena vigencia.
- Durante la etapa de clasificación, donde las personas comienzan a distinguir dentro de una cultura entre "nosotros y ellos" designados por raza, etnia, religión o nacionalidad, la medida de prevención más importante es promover latolerancia y la comprensión, así comor el uso generalizado de clasificaciones y puntos en común que trascienden estas divisiones dañinas. [16]
- En la etapa de simbolización, en la que a "otros" grupos se les dan nombres o símbolos físicos para demostrar su clasificación, los símbolos de odio, el discurso de odio y las marcas de grupo pueden estar prohibidos. Pero tales prohibiciones sólo son efectivas si están respaldadas por la aceptación cultural y la práctica social. [15]
- Una vez que una sociedad avanza a la etapa de discriminación, donde el grupo dominante, actuando según una ideología excluyente, utiliza la ley y el poder político para negar los derechos del grupo objetivo, la medida preventiva más crucial es garantizar plenos derechos y empoderamiento político para todos los grupos. en una sociedad. [15]
- El último paso "temprano", antes de que una sociedad realmente comience a organizarse para llevar a cabo el genocidio, es la deshumanización, en la que un grupo niega la humanidad del otro grupo. Stanton sostiene que la prevención en esta etapa debe apuntar a garantizar que la incitación al genocidio no se confunda con un discurso protegido, que la propaganda de odio sea contrarrestada o prohibida activamente y que los crímenes o atrocidades de odio sean castigados con prontitud. [15] Stanton y otros académicos reconocen ampliamente que la deshumanización es una etapa clave en el proceso genocida. La deshumanización es la negación de la humanidad de un grupo  coloca a sus miembros "fuera del universo de la obligación moral". [17] Es una señal fatal de alerta temprana porque supera la repulsión humana universal contra el asesinato. Según Stanton, la deshumanización es "la fase en la que comienza la espiral de muerte del genocidio".

Para que ocurra un genocidio, estas etapas culturales subyacentes en el proceso genocida deben ir acompañadas de otras seis etapas. Pueden ocurrir varias simultáneamente. Cada "etapa" es en sí misma un proceso.
- La "organización" de grupos de odio, milicias y ejércitos es necesaria porque el genocidio es un crimen grupal; la prevención se concentra en prohibir los grupos de odio y perseguir los delitos de odio
- La "polarización" de la población, de modo que el genocidio reciba apoyo popular, es necesaria para empoderar a los perpetradores. A menudo significa expulsar, arrestar o matar a los moderados que podrían oponerse al genocidio dentro del grupo perpetrador; la prevención requiere protección física y legal de los moderados contra el arresto y la detención
- La "preparación" (la planificación del genocidio por parte de los líderes de los asesinos) suele realizarse en secreto; la mejor manera de lograr la prevención es arrestar a los líderes que incitan o conspiran para cometer genocidio, imponerles sanciones y apoyar la resistencia a ellos;
- La "persecución" del grupo de víctimas mediante la violación masiva de sus derechos humanos fundamentales significa que pueden seguir masacres genocidas; la prevención requiere sanciones específicas a los líderes de regímenes que cometen crímenes contra la humanidad, incluido el procesamiento en tribunales nacionales e internacionales, presión diplomática, sanciones económicas y preparación para una intervención regional
- El "exterminio" es la etapa del proceso genocida que el derecho internacional reconoce oficialmente como "genocidio". Sin embargo, la matanza en masa no es el único acto reconocido como genocidio en la Convención sobre el Genocidio. Causar daños corporales o mentales graves a miembros del grupo, infligir deliberadamente condiciones de vida destinadas a destruir físicamente al grupo, imponer medidas destinadas a impedir nacimientos dentro del grupo y transferir por la fuerza a niños del grupo a otro grupo también son actos de genocidio prohibidos. por la Convención sobre el Genocidio. En esta etapa, las sanciones selectivas y las amenazas diplomáticas creíbles pueden reducir un genocidio. Pero normalmente también se requiere apoyo a la resistencia interna y la aceptación de los refugiados. Detener el genocidio contra la voluntad de los líderes nacionales normalmente requiere su derrocamiento desde dentro, o una intervención armada bajo el Capítulo 7 de la Carta de las Naciones Unidas o por organizaciones regionales que actúen bajo el Capítulo 8 de la Carta de las Naciones Unidas
- Todo genocidio comienza y termina con la negación de los perpetradores y sus sucesores. La mejor forma de contrarrestar la negación es con una amplia información sobre los hechos ocurridos durante un genocidio por parte de periodistas, otros medios de comunicación, organizaciones de derechos humanos, comisiones de investigación de la ONU y líderes mundiales. Después de un genocidio, la negación puede contrarrestarse con juicios a los perpetradores, comisiones de la verdad, programas educativos, monumentos conmemorativos, museos, películas y otros medios.

Estas señales tempranas de alerta son comunes en casi todos los genocidios, pero su identificación sólo es útil en los esfuerzos de prevención cuando se toman medidas reales para combatirlas. Un ejemplo destacado de falta de acción ante las primeras señales de alerta fue el genocidio de Ruanda. A pesar de numerosas advertencias, tanto indirectas como explícitas, hubo un fracaso generalizado por parte de naciones individuales como Estados Unidos y organizaciones internacionales como las Naciones Unidas a la hora de tomar las medidas preventivas necesarias antes de que el genocidio ya estuviera en marcha.  Según Stanton, los hechos sobre las masacres fueron fuertemente resistidos. Estados Unidos y el Reino Unido se negaron a emplear el término "genocidio" para eludir su deber de actuar, denominándolo en lugar de ello "guerra civil". El "pensamiento grupal" concluyó que detener el genocidio pondría en peligro las vidas de las tropas de mantenimiento de la paz de la UNAMIR y excedería su mandato [el comandante de la UNAMIR solicitó refuerzos, pero fue rechazado]. Aunque miles de marines estadounidenses se encontraban en barcos frente a las costas de África Oriental, los responsables políticos estadounidenses temían una intervención en un "atolladero" como Somalia; y las vidas de los ruandeses negros no importaban en comparación con el riesgo que corrían las vidas de estadounidenses, europeos y tropas de otros Estados miembros de la ONU.  El Secretario de Estado de Estados Unidos no calificó los asesinatos en masa como genocidio hasta el 10 de junio de 1994, después de que la mayor parte de los asesinatos ya habían terminado, y la prensa y los grupos de derechos humanos tampoco nombraron el crimen como lo que fue hasta dos semanas después del comienzo del genocidio. 

## El papel de las Naciones Unidas

### La Convención para la Prevención y la Sanción del Delito de Genocidio
La Convención para la Prevención y la Sanción del Delito de Genocidio  de 1948 (también conocida como "Convención sobre el Genocidio") es el principal documento jurídico internacional rector para los esfuerzos de prevención del genocidio, junto con el Capítulo VII de la Carta de las Naciones Unidas.  Tras la Segunda Guerra Mundial y las atrocidades del Holocausto, la ratificación de la Convención sobre el Genocidio señaló el compromiso de la comunidad internacional con el principio de "nunca más" en términos de su priorización de la prevención del genocidio. 

### Tribunales penales internacionales
En 1993 y 1994, el Consejo de Seguridad de las Naciones Unidas estableció dos tribunales internacionales "ad hoc", el Tribunal Penal Internacional para la ex Yugoslavia y el Tribunal Penal Internacional para Ruanda, con el fin de juzgar a los acusados de genocidio, crímenes contra la humanidad y crímenes de guerra en los genocidios de Bosnia y Ruanda.  Luego, en 1998, se adoptó el Estatuto de Roma de la Corte Penal Internacional, otorgando a la Corte Penal Internacional (CPI) competencia para los crímenes de genocidio, crímenes de lesa humanidad y crímenes de guerra. 

### La responsabilidad de proteger
Los defensores de la responsabilidad de proteger han afirmado que los Estados nacionales que no cumplen su propósito esencial de proteger a su pueblo contra el genocidio y otros crímenes contra la humanidad pierden su derecho legítimo a reclamar soberanía. En tales circunstancias, las Naciones Unidas, las organizaciones regionales y otras instituciones transnacionales tienen la responsabilidad de proteger a las personas en naciones que violan los derechos humanos fundamentales. Esta declaración internacional fue adoptada por consenso en la Cumbre Mundial de las Naciones Unidas de 2005. Le da la vuelta al concepto de soberanía, afirmando que la soberanía proviene del pueblo de una nación, no de sus gobernantes.  Esto significa que se debe trascender la soberanía estatal para proteger a una población si el gobierno de un Estado nación no puede o no quiere hacerlo, o peor aún, si el propio gobierno está cometiendo genocidio o crímenes contra su propio pueblo. Esta norma ha proporcionado una justificación para que las Naciones Unidas, las organizaciones regionales y otras instituciones transnacionales intervengan incluso en contra de la voluntad de los gobiernos nacionales para prevenir el genocidio. Sin embargo, algunos críticos de la responsabilidad de proteger afirman que se abusará de la doctrina como excusa para invadir o provocar cambios de régimen. 

### Críticas de Naciones Unidas a la prevención e intervención del genocidio
Las Naciones Unidas han sido ampliamente criticadas por actuar de manera inadecuada, demasiado lenta o no actuar en absoluto en casos de genocidio.   Desde su creación en 1948, la tasa de éxito de las Naciones Unidas en la prevención del genocidio ha sido muy baja, como lo demuestra el gran número de atrocidades masivas ocurridas en el último medio siglo que podrían incluirse en la definición de genocidio de las Naciones Unidas, pero el hecho de que sólo unos pocos casos han sido legalmente considerados como genocidio y procesados como tales.  La ONU enfrenta una serie de desafíos al actuar para prevenir e intervenir en casos de genocidio. En primer lugar, el hecho de que los Estados miembros individuales compongan tanto la Asamblea General de la ONU como el Consejo de Seguridad de la ONU significa que los objetivos humanitarios pasan a ser secundarios frente a los objetivos y presiones políticas nacionales, a medida que los Estados miembros persiguen sus propios intereses.  Los vetos o amenazas de veto por parte de uno de los cinco miembros permanentes del Consejo de Seguridad de la ONU a menudo han paralizado al Consejo de Seguridad de la ONU. Por ejemplo, Estados Unidos y la Unión Soviética prácticamente impidieron que las Naciones Unidas aprobaran intervenciones humanitarias en cualquier área que consideraran de importancia estratégica durante la Guerra Fría.  Una excepción fue la guerra de Corea, cuando la Resolución Unidos por la Paz, la Resolución 377 de la Asamblea General de las Naciones Unidas, aprobada durante una salida soviética del Consejo de Seguridad, permitió a la Asamblea General de las Naciones Unidas autorizar el uso de la fuerza. Unidos por la Paz ha sido utilizada trece veces por la Asamblea General, pero ahora los cinco miembros permanentes del Consejo de Seguridad la evitan porque en la Asamblea General carecen de poder de veto. Además, a pesar de la responsabilidad de proteger, muchos Estados todavía defienden la protección de la soberanía estatal por encima de la intervención, incluso ante posibles asesinatos en masa.  Otra barrera importante a la acción contra la violencia genocida es la reticencia a invocar oficialmente el término "genocidio", ya que parece aplicarse de manera restringida a pesar de las objeciones de abogados y gobiernos que quieren evitar la acción, y con demasiada lentitud en casos de atrocidades masivas.   En su lugar, se sustituyen eufemismos como "limpieza étnica", aunque no existen tratados internacionales que prohíban la "limpieza étnica".

## Tipos de prevención

### Prevención ascendente (Upstream prevention)
La prevención ascendente consiste en tomar medidas preventivas antes de que ocurra un genocidio para evitar que ocurra. El objetivo de la prevención inicial es determinar qué países corren mayor riesgo. Esto se hace principalmente mediante evaluaciones de riesgos que son predictores bastante precisos. Los académicos en este campo han desarrollado numerosos modelos, cada uno de los cuales analiza diferentes factores. El modelo de proceso de genocidio de Stanton ha sido uno de los más exitosos en la predicción de genocidios. Un modelo estadístico que también ha demostrado ser adecuado procede de Barbara Harff. Su modelo utiliza factores como agitación política, genocidios previos, gobiernos autoritarios, ideologías excluyentes, cierre de fronteras y violaciones sistemáticas de los derechos humanos, entre otros.  Estas evaluaciones son utilizadas por las ONG de prevención del genocidio, las Naciones Unidas, el Banco Mundial y otras instituciones internacionales, y por gobiernos de todo el mundo.

### Prevención a mitad de camino
La prevención a mitad de camino se lleva a cabo cuando ya se está produciendo un genocidio. El objetivo principal de la prevención intermedia es poner fin al genocidio antes de que avance más y se lleve más vidas. Este tipo de prevención a menudo implica algún tipo de intervención militar. La intervención suele ser muy costosa y puede tener consecuencias no deseadas. Los estudiosos tienden a no estar de acuerdo sobre la eficacia de la intervención militar. Algunos afirman que la intervención militar promueve a los grupos rebeldes o que es demasiado costosa para las vidas que salva.   Los académicos tienden a preferir la prevención previa porque salva vidas y no requiere una intervención costosa.

### Prevención descendente
La prevención descendente se lleva a cabo una vez que ha terminado un genocidio. Su objetivo es prevenir otro genocidio en el futuro. El objetivo es reconstruir y restaurar la comunidad. La justicia para las víctimas desempeña un papel importante en la reparación de las comunidades para evitar que ocurra un futuro genocidio. Esta justicia puede adoptar diversas formas, siendo los juicios una forma común, como los juicios de Núremberg, los juicios ante el TPIY, el TPIR, Sierra Leona, Camboya y otros tribunales internacionales, y los juicios en tribunales nacionales tras la caída de regímenes genocidas. La justicia y la curación de la comunidad son siempre imperfectas. Algunos estudiosos critican las imperfecciones, especialmente las de los juicios. Las críticas comunes a los juicios son su retroactividad, selectividad y politización.  Sin embargo, cuando no se hace justicia y nadie es castigado por perpetrar genocidio, Harff ha demostrado estadísticamente que esa impunidad aumenta más de tres veces el riesgo de futuros genocidios y crímenes contra la humanidad en la misma sociedad. 

## Prevención del genocidio y salud pública
Si bien la prevención del genocidio suele abordarse desde un ángulo político o de defensa nacional, el campo de la salud pública también puede hacer contribuciones significativas a este esfuerzo. El genocidio, junto con otras formas de atrocidad masiva, es inherentemente una cuestión de salud pública, ya que tiene un impacto significativo y perjudicial en la salud de la población, tanto inmediatamente después de que ocurre la violencia como también en la salud a largo plazo de una población posgenocida.. Sólo en lo que respecta a las cifras de mortalidad, el genocidio ha matado a más personas que las muertes relacionadas con la guerra en cada período histórico. Y también supera con creces las tasas de mortalidad de algunas de las amenazas epidemiológicas más apremiantes. En 1994, el año en que ocurrió el genocidio de Ruanda, la tasa de mortalidad por el propio genocidio fue 20 veces mayor que la tasa de muertes por VIH/SIDA y más de 70 veces mayor que la tasa de muertes relacionadas con la malaria, a pesar de que Ruanda estuvo geográficamente atrapado por estas dos pandemias. A largo plazo, el impacto del genocidio en la salud pública va más allá del número de personas asesinadas. Durante el genocidio, las instalaciones de atención médica a menudo son destruidas, los médicos y enfermeras mueren en la violencia y los esfuerzos habituales de prevención de enfermedades de la nación se ven interrumpidos, por ejemplo, los programas de inmunización, que normalmente salvan miles de vidas. La destrucción de estas instalaciones y programas de atención médica tiene efectos a largo plazo. Además, las sociedades posgenocidas tienen una mayor tasa de enfermedades crónicas y agudas, bajas tasas de natalidad, mayor mortalidad perinatal y mayor desnutrición. La salud a nivel individual de los supervivientes del genocidio también se ve afectada a largo plazo, dado que un trauma importante tiene efectos psicológicos y físicos duraderos..
La Asociación Médica Estadounidense (AMA) reconoce este vínculo fundamental entre la salud y los derechos humanos en el área del genocidio y su prevención, e insta a los médicos a abordar el genocidio utilizando estrategias de salud pública.  Dichas estrategias incluyen la documentación del genocidio y las condiciones previas al genocidio a través de informes de casos y vigilancia, estudios epidemiológicos para evaluar el impacto del genocidio en la salud pública, educación y sensibilización sobre la comprensión del genocidio y sus precursores psicológicos entre el público y otros profesionales de la salud. y a los responsables de la formulación de políticas, y la promoción de políticas y programas destinados a la prevención del genocidio. 

## Esfuerzos de prevención en curso

### Vigilancia del genocidio
Genocide Watch fue la primera organización internacional dedicada exclusivamente a la prevención del genocidio. Fundada en el Llamamiento de La Haya por la Paz  en mayo de 1999 por el Dr. Gregory Stanton, Genocide Watch coordina la Alianza Contra el Genocidio. Genocide Watch utiliza las Diez Etapas del Genocidio de Stanton para analizar eventos que son señales de alerta temprana de genocidio. Patrocina un sitio web sobre prevención del genocidio. Emite alertas de genocidio sobre situaciones de genocidio que envía a los responsables de políticas públicas y recomienda acciones preventivas.

### La Alianza contra el Genocidio
La Alianza contra el Genocidio también fue fundada por Gregory Stanton en el Llamamiento de La Haya por la Paz en 1999 y originalmente se llamó Campaña Internacional para Poner Fin al Genocidio. Fue la primera coalición internacional dedicada a la prevención del genocidio. La Alianza incluye más de 70 organizaciones no gubernamentales antigenocidios nacionales e internacionales en 31 países.  Las organizaciones incluyen: 21 Wilberforce Initiative, Act for Sudan, Aegis Trust, Antiquities Coalition, Armenian National Committee, Brandeis Center, Burma Human Rights Network, Darfur Women Action Group, Cardozo Law Institute, CALDH, Camboyan Genocide Project, Center for Political Beauty, Asociación de Lucha contra el Genocidio, Solidaridad Cristiana Internacional, Centro de Documentación de Camboya, EMMA, Fortify Rights, Coalición Rohingya Libre, Genocide Watch, Hammurabi, Hudo, Centro de Seguridad Humana, En Defensa de los Cristianos, INTERSOCIETY, Alerta Internacional, Comité Internacional sobre Nigeria, Crisis Internacional Grupo, Instituto para la Diplomacia Cultural, Instituto para el Estudio del Genocidio, Jewish World Watch, Centro del Holocausto y Genocidio de Johannesburgo, Campaña del Jubileo, Instituto Matabeleland para los Derechos Humanos, Mediadores Más Allá de las Fronteras, Caballeros de Colón, Grupo Internacional de Derechos de las Minorías, Instituto de Derechos Humanos de Montreal Estudios de Derechos, Asociación Nunca Más, Coalición por la Libertad de Corea del Norte, Operación Silencio Roto, PROOF, Enfoques de Protección, Proyecto Centinela, Shlomo, STAND, Centro Stimson, Survival International, TRIAL, Waging Peace, WARM, Un mundo fuera de mis zapatos y Un mundo sin genocidio.

### Oficina de las Naciones Unidas para la Prevención del Genocidio y la Responsabilidad de Proteger
Propuesta por Gregory Stanton en 2000 y defendida en la ONU por Stanton y Bernard Hamilton de la Fundación Leo Kuper, y por el Grupo de Derechos de las Minorías y otras organizaciones miembros de la Alianza Contra el Genocidio, la oficina fue creada en 2004 por el Secretario General de la ONU, Kofi Annan.. Edward Mortimer y el subsecretario Danilo Turk fueron asesores clave en la creación de la Oficina. Asesora al Secretario General de la ONU y a la ONU sobre la prevención del genocidio. Ha desarrollado un Marco de Análisis que identifica algunos de los principales factores de riesgo de genocidio y otros crímenes atroces. El Asesor Especial para la Prevención del Genocidio emite advertencias públicas sobre situaciones de riesgo de genocidio. La oficina imparte capacitación a los gobiernos nacionales sobre políticas para prevenir el genocidio.

### Proyecto de Alerta Temprana
El Proyecto de Alerta Temprana es una herramienta de alerta temprana desarrollada por el Museo Conmemorativo del Holocausto de los Estados Unidos y el Dartmouth College. El proyecto ayuda a los responsables políticos estadounidenses a determinar qué Estados tienen más probabilidades de sufrir un genocidio. A partir de esto, se pueden tomar medidas preventivas al respecto.

### Grupo de trabajo sobre genocidio
El Grupo de Trabajo sobre Genocidio fue creado en 2007, con el propósito de desarrollar una estrategia estadounidense para prevenir y detener futuros genocidios. El grupo de trabajo estuvo copresidido por la ex Secretaria de Estado de Estados Unidos, Madeleine K. Albright, y el ex Secretario de Defensa de Estados Unidos, William S. Cohen.  En 2008, el Grupo de Trabajo sobre Genocidio publicó un informe para los responsables políticos estadounidenses sobre la prevención del genocidio. Este informe afirmaba que se necesitaría una "estrategia integral" para prevenir el genocidio. Esta estrategia necesitaría incluir sistemas de alerta temprana, acciones preventivas antes de una crisis, preparación para una intervención militar, fortalecimiento de las instituciones y normas internacionales y la voluntad de los líderes mundiales de tomar medidas decisivas. Si bien el informe afirma que la intervención militar debería seguir siendo una opción disponible, las medidas preventivas iniciales deberían ser el foco de atención de Estados Unidos y la comunidad internacional.  El informe del grupo de trabajo resultó en la creación de la Junta de Prevención de Atrocidades, un esfuerzo interinstitucional estadounidense para evaluar los riesgos de genocidio y otros crímenes atroces.

## Otras lecturas
- Bibliografía de estudios sobre genocidio.